# Municipio de Landa de Matamoros
El municipio de Landa de Matamoros es uno de los 18 municipios del estado de Querétaro, México.

## Toponimia
El vocablo «Landa» proviene del chichimeca Lan-há que significa "cenagoso". Se considera que el actual poblado de Landa de Matamoros fue fundado en el siglo XVII por una tribu de tarascos de Michoacán que emigraron hacia el norte del país.
En 1919 se le agrega «Matamoros» en honor a Mariano Matamoros, patriota insurgente que vivió en la localidad de 1807 a 1808.

## Geografía

### Ubicación y límites
El Municipio de Landa está ubicado al extremo noreste del estado, tiene 840 kilómetros cuadrados y limita con Jalpan al norte y oeste, con el estado de San Luis Potosí al este y con el estado de Hidalgo al sur.

### Geología
La Sierra Gorda se presenta en la mayor parte del territorio. Las zonas planas, valles principalmente, son sólo el 14% del área. Las principales cumbres son los cerros del Tejocote (2 720 m) y la Cebadilla (2 560 m) y las zonas más bajan están a 350 m s. n. m.

### Hidrografía
El río Moctezuma corre al sur, siendo el límite con Hidalgo y afluente del Pánuco, el cual desemboca en el Golfo de México.

### Clima
Debido a las grandes diferencias de altitud hay diversidad de climas, desde el frío de los bosques hasta el calor húmedo subtropical. Las temperaturas extremas son -2 °C en enero hasta 43 °C en mayo.
La Reserva de la Biósfera Sierra Gorda, establecida en 1997, cuenta con un área aproximada de 383,576 hectáreas y comprende la totalidad del territorio de los municipios de Landa, Jalpan, Arroyo Seco, el 85% de la superficie de Pinal y el 75% de la superficie de Peñamiller.

## Ecología
En el poblado del Madroño se encontraron fósiles marinos de 100 millones de años de antigüedad; en este lugar también existe un bosque de pinos que está dentro de la reserva de la biosfera.
Áreas naturales protegidas.
La Reserva de la Biósfera Sierra Gorda, establecida en 1997, cuenta con un área aproximada de 383,576 ha y comprende la totalidad del territorio de los municipios de Landa de Matamoros, Jalpan de Serra, Arroyo Seco, el 85% de la superficie de Pinal de Amoles y el 75% de la superficie de Peñamiller.

## Historia
Landa estaba habitado por los indios Pames y Jonaces. En 1750 llegó Fray Junípero Serra e inició la construcción de las cinco Misiones que hoy forman parte del Patrimonio Cultural de la Humanidad. El 29 de abril de 1774 se fundó la Misión de la Purísima Concepción y el 1 de mayo del mismo año, la Misión de San Francisco Tilaco.
Hasta 1941 Landa era delegación de la municipalidad de Jalpan de Serra; el 24 de abril se convierte en municipio.

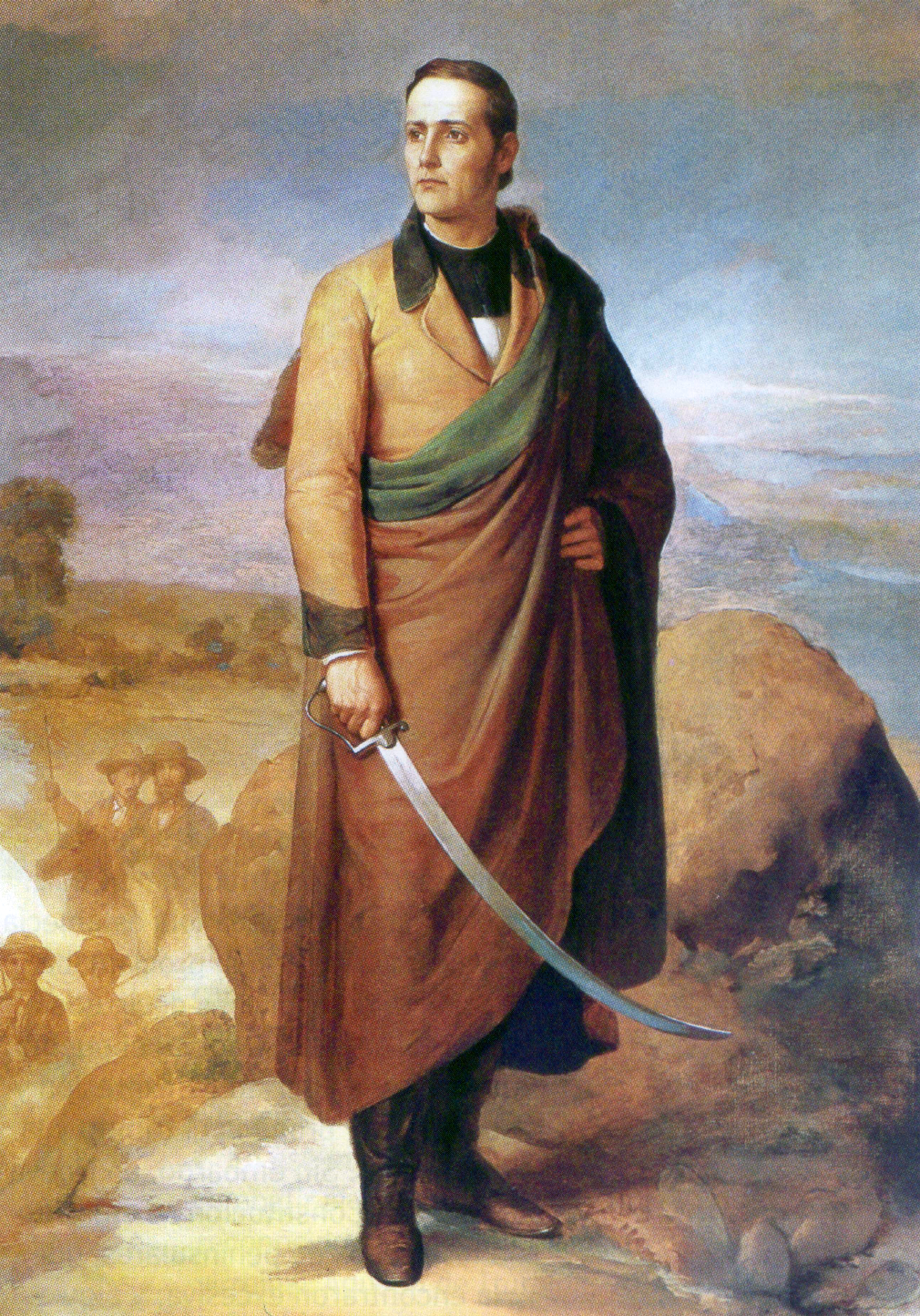
Mariano Matamoros.

### Hechos históricos
- 1550-1557: Los agustinos de Xilitla entraron a Jalpan, Tilaco, Concá y Tancoyol.
- 1569: Los chichimecas se alzaron en Jalpan, quemaron la ciudad, fueron contra Xilitla pasando por Landa y entraron a Chapuluacán.
- 1578: Los chichimecas fueron vencidos y se reedificó Jalpan.
- 1618: Entró a la Sierra Gorda un misionero agustino venido desde Xilitla.
- 1624: Los franciscanos enfrentaron a los hacendados de Río Verde, en defensa las tierras de los indios, afectando a las misiones de las Sierra Gorda.
- 1669: Desde Río Verde, los franciscanos intentaron la fundación de las misiones de la Sierra Gorda.
- 1683: Se crearon “protectorados”, los cuales pelearon entre sí para obtener el control de la Sierra Gorda.
- 1716: Jerónimo Labra fue nombrado Capitán General y Protector General de los indios Chichimecas de toda la Sierra Gorda, cabo y caudillo de sus fronteras vecinas y circunvecinas.
- 1739: José de Escandón pidió a los franciscanos de San Fernando que se hicieran cargo de la Sierra Gorda.
- 1742: Desaparecieron los protectorados y José de Escandón se encargó de pacificar la Sierra Gorda.
- 1744: En abril y mayo se fundaron las dos misiones ubicadas en lo que hoy es el municipio de Landa de Matamoros: Landa, el 29 de abril; y Tilaco, el 1 de mayo. Se encomendaron al Colegio de Propaganda FIDE de San Fernando México.
- 1750: Llegó a la Sierra Gorda San Junípero Serra, quien junto con sus hermanos de hábito, intentaron comprender a los Pames y aprendieron su idioma.
- 1754-1762: Construcción del templo de la Misión de Tilaco, bajo la advocación de San Francisco de Asís.
- 1758: Fray Junípero Serra regresó a México.
- 1760-1768: Construcción de la Misión de Landa bajo la advocación de la Purísima Concepción.
- 1762: Una epidemia de viruela azotó a los indios reducidos, causando la muerte de 5,300 y despoblando así las misiones.
- 1771: Los indios abandonaron los cinco pueblos ante los abusos e incomprensión de los sacerdotes seculares. Mestizos y españoles se establecieron en los fundos; los indígenas vivieron nuevamente dispersos en la montaña.
- 1807-1808: Llegada de Mariano Matamoros a la Misión de Landa.
- 1812: La Guerra de Independencia llegó a la Sierra Gorda al refugiarse en ella los insurgentes Ignacio y Rafael López Rayón, José María Liceaga, Julián y Francisco Villagrán y Luis Herrera, entre otros.
- 1812-1850: Se ordenó el restablecimiento de las misiones dependiendo de los Colegios Franciscanos de Querétaro y Orizaba.
- 1825: Según la Constitución Política del Estado de Querétaro, Landa se convirtió en municipalidad del distrito de Jalpan.
- 1825-1917: La Ley Orgánica del Municipio Libre y Soberano de Querétaro Arteaga, estableció que Landa no se consignara como municipalidad, se le asignó categoría de Villa en la municipalidad de Jalpan.
- 1856-1867: Se distinguió la rebeldía de los serranos y se reconoció como jefe invencible al General Tomás Mejía.
- 1919: Según Decreto n.º 11, se registró la Subdelegación de Landa de Matamoros (antes Landa) en la municipalidad de Jalpan de Serra. Es en este año, cuando la Legislatura del Estado decretó que en honor del patriota insurgente don Mariano Matamoros, se agregara a la población de Landa el apellido de este personaje, en virtud de sus servicios prestados a la patria.
- 1926-1929: La última rebelión campesina de México inflamó la Sierra Gorda, los cristeros se levantaron en armas y realizaron una guerra heroica aunque estéril, como las que iniciaron sus antepasados.
- 1941: El 24 de abril, según la Ley n.º 55 se restituyó el municipio de Landa de Matamoros (antes Landa), con comunidades segregadas del municipio de Jalpan.

### Mariano Matamoros
Mariano Matamoros y Guridi (n. 14 de agosto de 1770 – 3 de febrero de 1814) fue un cura liberal mexicano, que participó en la guerra de Independencia de México.
Nació en la Ciudad de México el 14 de agosto de 1770. Pasó su infancia en Ixtacuixtla, Tlaxcala En la Ciudad de México se graduó de bachiller en arte en 1786 y bachiller en teología en 1789. Se ordenó sacerdote en 1796, y ofició su primera misa en la parroquia de Santa Ana.
Fue ejecutado en el Portal del Ecce Homo (hoy Portal de Matamoros) de Valladolid el 3 de febrero de 1814, mientras las campanas de la Catedral tocaban agonías, lúgubre tañido que fue secundado por todas las iglesias de la ciudad, fueron necesarias dos descargas del pelotón para acabar con su vida
El 16 de septiembre de 1823, Matamoros fue honrado como Benemérito de la Patria. Sus restos descansan en la Columna de la Independencia de la Ciudad de México.

## Política

### Gobierno
- 1 Presidente Municipal
- 6 Delegados
- 6 Regidores de mayoría relativa (2 síndicos)
- 3 Regidores de representación proporcional (1 síndico)

Principales comisiones: de Hacienda, Comercio, Industria, Gobernación, Obras Públicas, Educación, Policía Municipal, Salud.
Landa se encuentra representado en la Legislatura del Estado por los diputados del 15.º Distrito y en el Congreso de la Unión por los diputados del 1.er Distrito Electoral Federal del Estado de Querétaro.

### Presidentes municipales
(Anteriores a 1941 ver en Jalpan)
1. 1941-1943: Alberto Reyna Trejo (PRM)
2. 1943-1945: Manuel Pedraza L. (PRM)
3. 1946: Antonio Vega Rubio (PRM)
4. 1945-1946: J. Guadalupe Loreto Márquez (PRM)
5. 1946: Antonio Vega Rubio (PRM)
6. 1946-1949: Domingo Rubio Vega (PRI)
7. 1949-1950: Norberto L. Vera (PRI)
8. 1950-1952: Odón Labra Santos (PRI)
9. 1952-1954: Alfonso Rodríguez (PRI)
10. 1954-1955: J. Jesús Luna Olguín (PRI)
11. 1955: Alfonso Rodríguez Márquez (PRI)
12. 1955-1956: Odón Labra Santos (PRI)
13. 1956: Gerardo Rodríguez Márquez (PRI)
14. 1958-1961: Romeo Guadarrama Olvera (PRI)
15. 1961-1962: Alfonso Rodríguez Márquez (PRI)
16. 1962-1964: Severiano Orduña Ocaña (PRI)
17. 1964: Rubén Guadarrama Sánchez (PRI)
18. 1964-1967: Severiano Orduña Ocaña (PRI)
19. 1967-1970: Fructuoso Trejo Olvera (PRI)
20. 1970-1973: Severiano Orduña Ocaña (PRI)
21. 1973-1974: José Luis Basaldúa A. (PRI)
22. 1974-1976: Víctor Benítez Rubio (PRI)
23. 1976-1979: Benita Villanueva V. (PRI)
24. 1979-1982: J. Jesús Ponce Ponce (PRI)
25. 1982-1984: Odón Labra Maldonado (PRI)
26. 1984-1985: Arturo Díaz Hurtado (PRI)
27. 1985-1988: Alfredo Rubio Rubio (PRI)
28. 1988-1991: Demóstenes Frías Rubio (PRI)
29. 1991-1994: Álvaro Robles Rubio (PRI)
30. 1994-1997: Mauro Márquez González (PRI)
31. 1997-2000: J. Merced Ponce Ponce (PRI)
32. 2000-2003: Álvaro Robles Rubio (PRI)
33. 2003-2006: J. Merced Ponce Ponce (PRI)
34. 2006-2009: Norberto Jiménez Otero (PAN)
35. 2009-2012: Gabino Landa Rubio (PAN)
36. 2012-2015: Domingo Mar Bocanegra (PRI)
37. 2015-2018: Honorina Amador Covarrubias (PAN)
38. 2018-2021: Profa. Marina Ponce Camacho (PAN)
39. 2021-2024: Profa. Marina Ponce Camacho (PAN)

### División administrativa
La cabecera y las 8 delegaciones municipales son:
- Landa de Matamoros, 18 000 habitantes
- Acatitlán, 500 hab.
- Agua Zarca, 1400 hab.
- El Lobo, 700 hab.
- La Lagunita, 676 hab.
- Tilaco, 600 hab.
- Tres Lagunas, 700 hab.
- Santa Inés
- Neblinas
- Concá

## Economía

### Agricultura
Está poco extendida, menos de 4 000 hectáreas por lo difícil del terreno, y poco tecnificada. Hay maíz, frijol, sorgo, y caña de azúcar.

### Silvicultura
La actividad forestal tiene gran importancia por sus bosques de pino, encino, oyamel, cedro blanco, madroño y enebro. También hay maderas finas como el cedro rojo, nogal y mora. Siendo parte de la Reserva de la Biosfera de la Sierra Gorda se tiene un mayor control de la tala clandestina.

### Ganadería
La ganadería está menos desarrollada que en otros municipios. En el año 2000 se contaban 10.515 cabezas de ganado bovino y 4.775 de ganado porcino.

### Industria
Hay tabiqueras, tortilleras, aserraderos y moliendas de nixtamal, aunque su fuerza generadora de empleos es mínima.

## Turismo

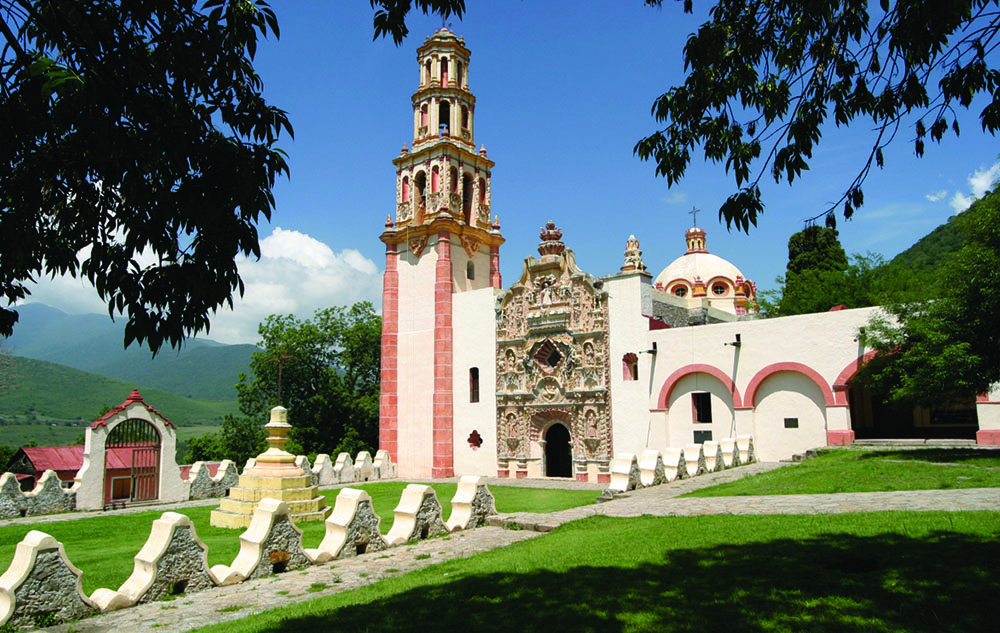
Misión de San Francisco de Asís del Valle de Tilaco

Landa de Matamoros se caracteriza por su turismo religioso y deportivo y  por el encanto específico de los municipios de la Sierra Gorda. 
Entre los principales atractivos religiosos se encuentran dos de las misiones franciscanas, las cuales fueron nombradas Patrimonio Cultural de la Humanidad en 2003 por la Unesco. Estas misiones son Santa María de Landa, construida entre 1761 y 1764 por Fray Miguel de Campa, y la misión San Francisco del Valle de Tilaco, construida entre 1754 y 1762 bajo la organización de Fray Junípero Serra y una de las últimas edificaciones de estilo barroco.  Son la prueba de la última etapa de evangelización del interior de México a mediados del siglo XVIII.
En cuanto al turismo deportivo Landa de Matamoros cuenta con zonas en donde se puede practicar campismo, ciclismo de montaña, senderismo y paseos en cuatrimoto. Así mismo, en el río Moctezuma se puede practicar pesca deportiva, kayak y rapel. Existen también varias cavernas o sótanos, destacando la de Tilaco, con 649 metros de profundidad. Hoy otras con profundidades entre los 400 y 600 metros. 

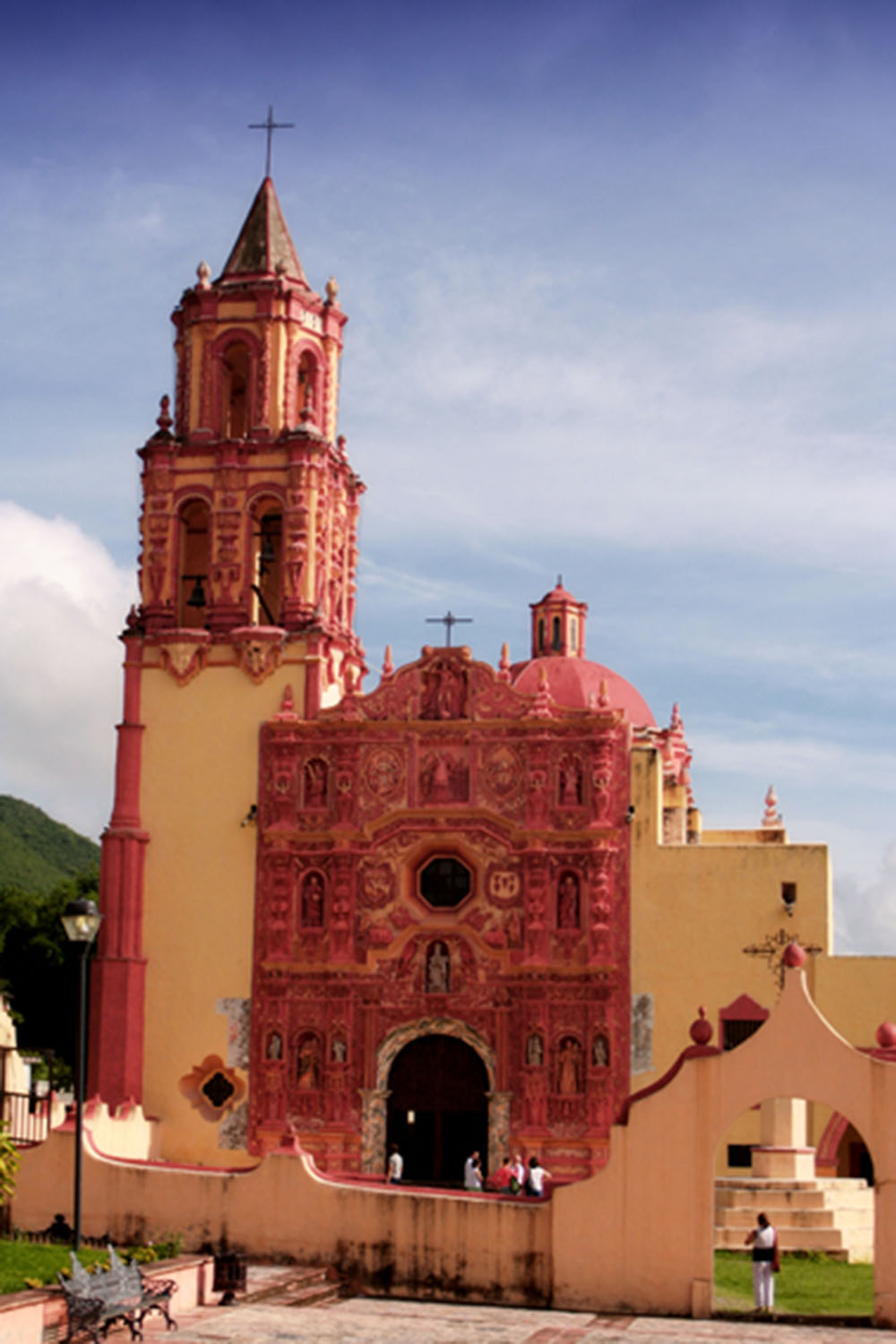
Misión de Santa María de las Aguas de Landa

La comunidad de Río Verdito es un atractivo natural del municipio en el que se puede disfrutar de los paisajes, de una poza y una cascada. Agua Zarca es otra población que goza de gran vegetación y paisajes naturales.  En Tangojó se practica pesca y se puede realizar campismo o paseos a caballo a lo largo del Río Moctezuma. El paraje Santa Martha es una zona arbolada de pino y cedro ideal para tener un día de campo en familia pues cuenta con palapas y mesas. 
Otro atractivo importante es la zona El Mondroño, sitio en donde se encuentran fósiles marinos de aproximadamente de cien millones de años de antigüedad. Se encuentra a 25 kilómetros de la cabecera municipal. 
La cabecera municipal es un pequeño poblado en el que se puede visitar su jardín principal y sus calles pintorescas. Los alimentos típicos de Landa de Matamoros son los nopales con pipián, nopales en penca, acamayas, tamales, enchiladas borrachas, enchiladas huastecas, atole de teja y pan de pulque. También se elaboran dulces de pepita, cacahuate, calabaza, pepitorias y sacahuil. 
Por otra parte, en Landa de Matamoros hay tres museos  para quienes estén interesados en la historia del municipio:
- Museo de Arte agropecuario. Se encuentra en la cabecera municipal y tiene en exhibición fotografías históricas, armas y utensilios de labranza antiguos.
- Museo Comunitario de Tilaco. Se exhiben fotografías históricas y documentos sobre la historia de la región y del municipio.
- Museo Comunitario de Agua Zarca. También exhibe fotografías históricas, utensilios y documentos de investigación sobre las familias que fundaron el pueblo.

## Cultura

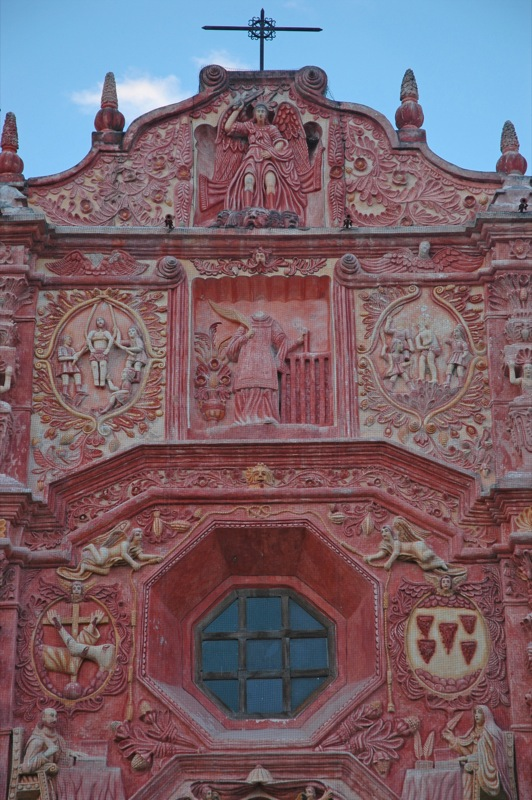
Fachada de la Iglesia de Landa.

La fiesta principal se celebra en conmemoración de la Purísima Concepción y se lleva a cabo del 31 al 2 del mes que sigue de diciembre; la comunidad de la Lagunita realiza las fiestas de Nuestra Señora de la Merced, y en Tilaco el 4 de octubre se realizan las fiestas de San Francisco.